# Урицкое (Псковская область)
Ури́цкое — деревня в Великолукском районе Псковской области России. Входит в состав Пореченской волости.

## География
Расположена на северном берегу Урицкого озера, в 43 км к югу от райцентра Великие Луки и в 11 км к юго-востоку от волостного центра Поречье.

## Население
| 2001 | 2002 | 2010 |
| ---- | ---- | ---- |
| 248  | ↘186 | ↘146 |

Численность населения деревни по оценке на начало 2001 года составляла 248 жителей.

## История
С января 1995 до декабря 2005 года деревня входила в состав ныне упразднённой Урицкой волости в качестве её административного центра.